# Onthophagus bytinskii
Onthophagus bytinskii är en skalbaggsart som beskrevs av Vladimir Balthasar 1960. Onthophagus bytinskii ingår i släktet Onthophagus och familjen bladhorningar. Inga underarter finns listade i Catalogue of Life.